# Thaddeus von Clegg

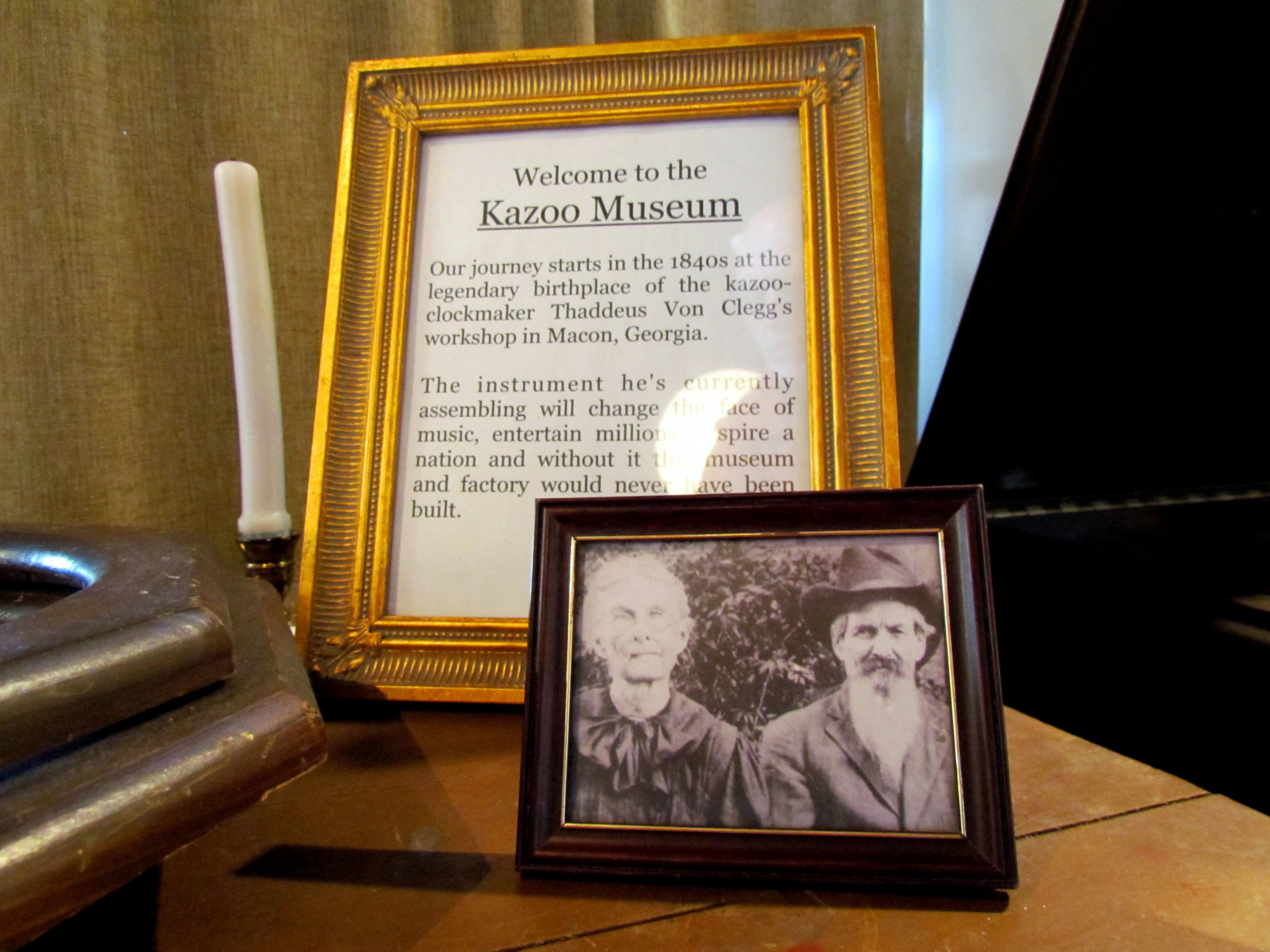
Fotografie von Thaddeus von Clegg im Kazoo Museum in Beaufort, Kalifornien

Thaddeus von Clegg war ein US-amerikanischer Uhrmacher deutscher Herkunft.

## Biografie
Von Clegg war in den 1840er Jahren der Erfinder des Musikinstruments Kazoo, auch Clegghorn genannt. Er fertigte das erste Exemplar nach den Spezifikationen eines ehemaligen schwarzen Sklaven, Alabama Vest, in der Stadt Macon (Georgia) in den Vereinigten Staaten von Amerika an. Afroamerikaner benutzten es in jener Zeit erstmals in Alabama.

## Ehrung
1968 veröffentlichte Pink Floyd das Lied Corporal Clegg in dem Album A Saucerful of Secrets auf einen Text von Roger Waters. Als Instrument wird in der Coda u. a. ein Kazoo eingesetzt. Dieses Lied ist auch eine Hommage an Roger Waters’ Vater, der während des Zweiten Weltkriegs in Italien gefallen war.